# Claude Montana
Claude Montana (29. června 1947, Paříž, Francie – 23. února 2024, Paříž) byl francouzský módní návrhář a designér španělsko-německého původu.

## Životopis
Montana byl synem katalánského otce a německé matky. V roce 1979 otevřel v Paříži vlastní módní dům pod názvem House of Montana. Podnik byl v 80. letech úspěšný, ale v roce 1997 se dostal do finančních potíží. Jeho kreace v oblasti prêt-à-porter jsou ovlivněné haute couture.
Dne 21. července 1993 se oženil po dlouholetém přátelství s modelkou Wallis Franken, která zemřela v Paříži v roce 1996, a vychovával tak dvě nevlastní děti, které měla Franken z předchozího vztahu. Před sňatkem se svou oblíbenou modelkou žil Montana otevřeně homosexuální život. Pobýval současně ve Francii a ve Španělsku.